# Уважение
Уважение означава положителни чувства, засвидетелстващи висока оценка и почит към човек или група, общност, нация и т.н. Уважението може да бъде специфично чувство за действителните качества, които някой притежава, или да бъде в отношение към неговия легитимен социален и институционален авторитет. Така уважението е посочено от Джонатан Хейд като една от петте фундаментални морални ценности, споделяни в по-голяма или по-малка степен от различни общества и сред различни индивиди .
Уважението не е същото като толерантността, която полага равенство между качествата, докато уважението приписва по-висок ранг на чуждите качества.
Свързани с уважението са и деликатността, учтивостта и вежливостта.
Да уважаваш събеседника си, означава да уважаваш себе си!
Деликатност
Деликатността е внимателно и вежливо отношение към другия, с усет към дребните неща или детайли, които са от значение и са ценени от другия, или са нежелани и неприятни за него, или могат да го наранят емоционално. Деликатността изисква внимателното избягване на нежелани теми или въпроси, които не са приятни за другия, или внимателното им засягане в разговор. Тя е също и изтънчено и мило отношение, милосърдна откровеност. За разлика от дискретния човек, деликатният няма да спести дадена истина, но затова ще го направи по начин, по който най-малко ще нарани чувствата, достойнството и самоуважението на другия.
Тактичност
Тактичността е подобна на деликатността, но тя по-скоро представлява поведение, което се стреми да не засяга нежелани теми за другия или да не засяга теми по нежелан за другия начин.
Учтивост и вежливост
Учтивостта означава внимателно отношение и поведение, както и добри маниери. Най-често се свързва с учтивото и любезно поздравяване или начин на водене на разговор. Учтивостта и вежливостта са необходими в социалните контакти, защото говорят за уважително отношение към другия и добри маниери.

## Етикет и етикеция
Виж още етикет, дипломация
Етикетът е част от културата на всяка общност. Обхваща различни социални взаимоотношения. Етикетът цели максимално съчетание на морал и красота. Правилата на етикета могат да бъдат променяни, стига да се спазва посоченият принцип. В ежедневието може да се говори за „етикет на хранене“, „етикет на разговор“, „етикет на поведение“ и т.н.